# Kinkhoven
Kinkhoven (Limburgs: Kinkhaove) is een buurtschap in de gemeente Leudal in de Nederlandse provincie Limburg. Zij is gelegen tussen de dorpen Neer en Nunhem, vlak ten zuidwesten van de dorpskern van Neer. Tot het ontstaan van de gemeente Leudal behoorde ze tot de gemeente Roggel en Neer.
De buurtschap ligt aan de rand van het natuurgebied het Leudal, aan de samenvloeiing van de Leubeek en de Haelense Beek tot de Neerbeek. Ze wordt gevormd door de straten Kinkhoven, Kruisstraat en Leudalweg en bestaat uit circa 60 woningen en boerderijen. Ten oosten van Kinkhoven loopt de Napoleonsweg van Venlo naar Maastricht. Qua adressering valt de buurtschap geheel onder de woonplaats Neer.
In Kinkhoven is een aantal historische bouwwerken te vinden, waaronder enkele 18e- en 19e-eeuwse boerderijen. Een woonhuis aan de Kruistraat 2 is aangewezen als gemeentelijk monument. Aan de Leudalweg 10 staat de Onze-Lieve-Vrouwe-in-het-Santkapel, bijgenaamd de witte kapel, een Mariakapel uit het jaar 1711 die is aangewezen als rijksmonument.
Dorpen: Baexem · Buggenum · Ell · Grathem · Haelen · Haler · Heibloem · Heythuysen · Horn · Hunsel · Ittervoort · Kelpen-Oler · Neer · Neeritter · Nunhem · Roggel

Buurtschappen: Aan de Bergen · Aan het Broek · Achter het Klooster · Asbroek · Beekkant · Berik · Blenkert · Brumholt · Caluna · Castert · De Horck · Dries · Eiland · Eind · Ellerhei · Gendijk · Geneijgen · Gerhegge · Haelense Broek · Hanssum · Heiakker · Heide (Heythuysen) · Heide (Roggel) · Heioord · Heugde · Hoek · Hollander · Hoogschans · Hoogstraat · De Horck · Kappert · Karreveld · Keizerbos · Kinkhoven · Laak · Maxet · Mortel · Nijken · Op de Bos · Ophoven · Overhaelen · Roligt · Santfort (deels) · Schaapsbrug · Schans (Ell) · Schans (Roggel) · Schillersheide · Smidstraat · Strubben · Uffelse · Venne · Vestjenshoek · Vlaas · Waije

Voormalige gemeenten: Haelen · Heythuysen · Hunsel · Roggel en Neer

Limburg: Steden en dorpen      Nederland: Provincies · Gemeenten